# Geografija Japonske
Japonska je otoška država, ki obsega stratovulkanski arhipelag, dolg več kot 3000 km vzdolž pacifiške obale Vzhodne Azije. Sestavlja ga 6852 otokov. Pet glavnih otokov je Hokaido, Honšu, Kjušu, Šikoku in Okinava. Obstaja 6847 oddaljenih otokov. Otočje Rjukju in otoki Nanpō so južno in vzhodno od glavnih otokov.
Ozemlje obsega 377.973,89 km². Je četrta največja otoška država na svetu in največja otoška država v vzhodni Aziji. Država ima 6. najdaljšo obalo na 29.751 km in 8. največjo izključno ekonomsko cono s 4.470.000 km² na svetu.
Teren je večinoma razgiban in gorat s 66 % gozda. Prebivalstvo je strnjeno v urbanih območjih na obali, ravnicah in dolinah. Japonska leži v severozahodnem ognjenem obroču na več tektonskih ploščah. Vzhodno od japonskega arhipelaga so trije oceanski jarki. Japonski jarek nastane, ko se oceanska Pacifiška plošča potopi pod celinsko Ohotsko ploščo. Neprekinjen proces subdukcije povzroča pogoste potrese, cunamije in stratovulkane. Otoke prizadenejo tudi tajfuni. Subdukcijske plošče so japonski arhipelag potegnile proti vzhodu, ustvarile Japonsko morje in ga ločile od azijske celine s povratnim širjenjem bazena pred 15 milijoni let.
Podnebje se spreminja od vlažnega celinskega na severu do vlažnega subtropskega in tropskega deževnega gozda na jugu. Te razlike v podnebju in pokrajini so omogočile razvoj raznolike flore in favne z nekaterimi redkimi endemičnimi vrstami, zlasti na otokih Ogasavara.
Japonska se razteza od 20° do 45° severne zemljepisne širine (Okinotorišima do Benten-džima) in od 122° do 153° vzhodne zemljepisne dolžine (Jonaguni do Minami Torišima). Japonska je obdana z morji. Na severu ga Ohotsko morje ločuje od ruskega Daljnega vzhoda, na zahodu ga ločuje Japonsko morje od Korejskega polotoka, na jugozahodu Vzhodnokitajsko morje ločuje otočje Rjukju od Kitajske in Tajvana, na vzhodu je Tihi ocean.
Japonski arhipelag je dolg več kot 3000 km v smeri od severa proti jugu od Ohotskega morja do Filipinskega morja v Tihem oceanu. Je ozek in nobena točka na Japonskem ni od morja oddaljena več kot 150 km. Skupaj je 6852 otokov. Pet glavnih otokov je (od severa proti jugu) Hokaido, Honšu, Šikoku, Kjušu in Okinava. Trije od štirih večjih otokov (Honšu, Kjušu in Šikoku) so ločeni z ozkimi ožinami Notranjega morja Seto in tvorijo naravno celoto. 6847 manjših otokov se imenujejo oddaljeni otoki. To vključuje otoke Bonin, otoke Daitō, Minami-Tori-šima, Okinotorišima, otočje Rjukju, vulkanske otoke in otoke Nanpō ter številne otočke in  čeri, od katerih je 430 naseljenih. Otočje Senkaku so pod upravo Japonske, Kitajska pa jih oporeka. To izključuje sporna severna ozemlja (Kurilsko otočje) in Skale Liancourt. Od leta 2021 ima ozemlje Japonske skupno 377.973,89 km² površine, od tega je 364.546,41 km² kopnega in 13.430 km² vode. Japonska ima šesto najdaljšo obalo na svetu (29.751 km). Je največja otoška država v vzhodni Aziji in četrta največja otoška država na svetu.
Zaradi številnih oddaljenih otokov in dolge obale ima država obsežno morsko življenje in mineralne vire v oceanu. Izključna gospodarska cona Japonske obsega 4.470.000 km²  in je osma največja na svetu. Je več kot 11-krat večja od površine države. Izključna ekonomska cona se razteza od osnovne črte do 200 navtičnih milj (370 km) od njene obale. Njeno teritorialno morje je 12 nmi (22,2 km), vendar med 3 in 12 nmi (5,6 in 22,2 km) v mednarodnih ožinah – preliv La Pérouse (ali preliv Sōja), preliva Cugaru, Ōsumi in preliv Cušima.
Leta 2019 je imela Japonska 126 milijonov prebivalcev.[19] Je 11. najbolj naseljena država na svetu in druga najbolj naseljena otoška država. 81 % prebivalstva živi na Honšuju, 10 % na Kjušuju, 4,2 % na Hokaidu, 3 % na Šikokuju, 1,1 % v prefekturi Okinava in 0,7 % na drugih japonskih otokih, kot je otočje Nanpō.

## Zemljevid Japonske
Japonska je neformalno razdeljena na osem zgodovinskih regij od severovzhoda (Hokaidō) do jugozahoda (otočje Rjukju):
- Hokaidō
- Tōhoku
- Kantō
- Čūbu
- Kansai (ali Kinki).
- Čūgoku
- Šikoku
- Kjūšū

Vsaka regija vsebuje več prefektur, razen regije Hokaido, ki obsega samo prefekturo Hokaido.
Regije niso uradne upravne enote, vendar se tradicionalno uporabljajo kot regionalna delitev Japonske v številnih kontekstih. Na primer, zemljevidi in geografski učbeniki razdelijo Japonsko na osem regij, vremenska poročila običajno podajajo vreme po regijah, mnoga podjetja in ustanove uporabljajo svojo domačo regijo kot del svojega imena (železnica Kinki Nippon, banka Čūgoku, univerza Tohoku itd.). ). Čeprav ima Japonska osem višjih sodišč, se njihove pristojnosti ne ujemajo z osmimi regijami.

## Sestava, topografija in geografija
Približno 73 % Japonske je gorate, z gorovjem, ki poteka skozi vsakega od glavnih otokov. Najvišja japonska gora je gora Fudži z višino 3776 m. Stopnja gozdnatosti Japonske je 68,55 %, saj so gore močno gozdnate. Edini drugi razviti državi s tako visokim odstotkom gozdnatosti sta Finska in Švedska.
Ker je malo ravnin, se veliko hribovitih in gorskih pobočij na nižjih višinah okoli mest pogosto obdeluje. Ker je Japonska v vulkanskem območju vzdolž pacifiških globin, je po vseh otokih čutiti pogoste nizkointenzivne tresljaje zemlje in občasno vulkansko aktivnost. Uničujoči potresi se zgodijo večkrat na stoletje. Vročih vrelcev je veliko in jih izkorišča industrija prostega časa.
Japonska uprava za geoprostorske informacije vsako leto meri japonsko ozemlje, da bi nenehno razumela stanje državnega ozemlja. Od 1. julija 2021 je ozemlje Japonske veliko 377.973,89 kvadratnih kilometrov. Površina se povečuje zaradi vulkanskih izbruhov, kot je Nišinošima (西之島), naravnega širjenja otokov in amelioracije oziroma pridobianja novega kopna.
Tabela prikazuje rabo zemljišč v letu 2002.
| Gozd        | Kmetijske površine | Pozidana območja | vodne površine, reke, plovne poti | Ceste      | Divjina  | Drugo      |
| ----------- | ------------------ | ---------------- | --------------------------------- | ---------- | -------- | ---------- |
| 66,4%       | 12,8%              | 4,8%             | 3,6%                              | 3,4%       | 0,7%     | 8,3%       |
| 251.000 km2 | 48.400 km2         | 18.100 km2       | 13.500 km2                        | 13.000 km2 | 2600 km2 | 31.300 km2 |

### Lega
Japonski arhipelag je razmeroma oddaljen od azijske celine. Kjušu je najbližje najjužnejši točki Korejskega polotoka z razdaljo 190 km, kar je skoraj 6-krat dlje kot od Anglije do Francije čez Rokavski preliv. Tako je bil zgodovinsko Kjušu prehod med Azijo in Japonsko. Kitajsko loči 800 km morja od velikih japonskih glavnih otokov. Hokaido je blizu Sahalina, ki ga je od leta 1905 do 1945 zasedla Japonska. Večina prebivalstva živi na pacifiški obali Honšūja. Zahodna obala, ki gleda na Japonsko morje, je manj gosto poseljena.
Japonski arhipelag je bil težko dostopen že pred antično zgodovino. V obdobju paleolitika okoli 20.000 pr. n. št. na vrhuncu zadnjega ledeniškega maksimuma je obstajal kopenski most med Hokaidom in Sahalinom, ki je povezoval Japonsko z azijsko celino. Kopenski most je izginil, ko se je morska gladina dvignila v obdobju Džōmon okoli 10.000 pr. n. št.
Japonska je zaradi oddaljene lege, obdane s prostranimi morji, razgibanim, goratim terenom in strmimi rekami, varna pred vsiljivci in nenadzorovanimi migracijami z azijske celine. Japonci lahko zaprejo svojo civilizacijo z izolacionistično zunanjo politiko. V obdobju Edo je šogunat Tokugawa uveljavil politiko Sakoku, ki je prepovedovala večino tujih stikov in trgovine od 1641 do 1853.] V sodobnem času se dotok ljudi upravlja preko morskih pristanišč in letališč. Tako je Japonska dokaj izolirana od celinskih vprašanj.
Skozi zgodovino Japonska ni bila nikoli v celoti napadena ali kolonizirana s strani drugih držav. Mongoli so poskušali dvakrat vdreti na Japonsko in leta 1274 in 1281 niso uspeli. Japonska je kapitulirala le enkrat po jedrskih napadih v drugi svetovni vojni. Takrat Japonska ni imela jedrske tehnologije. Otoška geografija je glavni dejavnik za izolacionistična, polodprta in ekspanzionistična obdobja japonske zgodovine.

### Gore in vulkani
Gorski otoki japonskega arhipelaga tvorijo polmesec ob vzhodni obali Azije. Od celine jih ločuje Japonsko morje, ki služi kot zaščitna pregrada. Japonska ima 108 aktivnih vulkanov (10 % aktivnih vulkanov na svetu) zaradi aktivne tektonike plošč v ognjenem obroču.
Pred približno 15 milijoni let je bila vulkanska obala azijske celine potisnjena v niz vulkanskih otoških lokov. To je ustvarilo bazene, znane kot Japonsko morje in Ohotsko morje, s formalnim oblikovanjem japonskega otočja. Arhipelag ima tudi vrhove gorskih grebenov, ki so bili dvignjeni blizu zunanjega roba epikontinentalnega pasu. Približno 73 odstotkov japonske površine je goratih, razpršene ravnice in medgorske kotline (v katerih je skoncentrirano prebivalstvo) pa pokrivajo le okoli 27 odstotkov. Dolga veriga gora teče po sredini otočja in ga deli na dve polovici, lice, ki gleda na Tihi ocean in zadnjo plat proti Japonskemu morju. Na pacifiški strani so strme gore, visoke od 1500 do 3000 metrov, z globokimi dolinami in soteskami.
Osrednjo Japonsko zaznamuje zbliževanje treh gorskih verig – gorovja Hida, Kiso in Akaiši – ki tvorijo Japonske Alpe (Nihon Arupusu), katerih več vrhov je višjih od 3000 metrov. Najvišja točka v japonskih Alpah je gora Kita s 3193 metri. Najvišja točka v državi je gora Fudži (Fujisan, napačno imenovana tudi Fudžijama), vulkan, ki miruje od leta 1707 in se dviga do 3776 m nadmorske višine v prefekturi Šizuoka. Na strani Japonskega morja so planote in hriboviti predeli z nadmorsko višino od 500 do 1500 metrov.

### Planote in ravnice
V osrednjem Honšūju so tri velike nižine. Največja je planota Kanto, ki pokriva 17.000 km² v regiji Kanto. Tam je glavno mesto Tokio in največje metropolitansko mesto. Druga največja ravnina na Honšuju je planota Nōbi s 1800 km² s tretjim najbolj naseljenim mestnim območjem Nagoja. Tretja največja nižina na Honšūju je nižina Osaka, ki pokriva 1600 km2 v regiji Kansai. Predstavlja drugo največje mestno območje Osake (del metropolitanskega območja Keihanšin). Osaka in Nagoya segata v notranjost celine od svojih zalivov, dokler ne dosežeta strmih gora. Planota Osaka je povezana s Kjotom in Naro. Kjoto je v porečju reke Jamaširo 827,9 km², Nara pa v porečju reke Nara 300 km².
Planote Kanto, Osaka in Nōbi so najpomembnejša gospodarska, politična in kulturna območja Japonske. Te planote so imele največjo kmetijsko proizvodnjo in velike zalive s pristanišči za ribolov in trgovino. Zaradi tega so postala največja naseljena središča. Kjoto in Nara sta starodavni prestolnici in kulturno srce Japonske. Planota Kanto je postala japonsko središče moči, saj je največja ravnina s središčno lokacijo in je imela zgodovinsko največ kmetijske proizvodnje, ki bi jo bilo mogoče obdavčiti. Šogunat Tokugava je leta 1603 v Edu ustanovil bakufu. To se je do leta 1868 razvilo v glavno mesto Tokio.
Hokaido ima več nižin, kot so planota Išikari 3800 km², planota Tokači 3600 km², planota Kuširo je največje mokrišče na Japonskem 2510 km² in planota Sarobecu 200 km². Obstaja veliko kmetij, ki proizvajajo veliko kmetijskih pridelkov. Povprečna velikost kmetije na Hokaidu je leta 2013 znašala 26 hektarjev na kmeta. To je skoraj 11-krat več od državnega povprečja, ki znaša 2,4 hektarja. Zaradi tega je Hokaido postal kmetijsko najbogatejša prefektura Japonske. Skoraj ena četrtina japonskih obdelovalnih površin in 22 % japonskih gozdov je na Hokaidu.
Druga pomembna ravnica je Sendajska nižina okoli mesta Sendai na severovzhodu Honšuja. Mnoge od teh planot so vzdolž obale, njihove površine pa so se v zgodovini povečevale z amelioracijo (tudi širitvijo v morje).

### Reke
Reke so na splošno strme in hitre in redke so primerne za plovbo, razen v spodnjem toku. Čeprav je večina rek dolga manj kot 300 km, njihov hiter tok iz gora zagotavlja hidroelektrično energijo. Sezonska nihanja pretoka so privedla do obsežnega razvoja ukrepov za nadzor poplav. Najdaljša reka Šinano, ki se vije skozi prefekturo Nagano do prefekture Nigata in se izliva v Japonsko morje, je dolga 367 km (228 milj).
To je 10 najdaljših rek na Japonskem.
| Rang | Ime      | Regija         | Prefektura                            | Dolžina (km) |
| ---- | -------- | -------------- | ------------------------------------- | ------------ |
| 1    | Šinano   | Honšu Hokuriku | Nagano, Nigata                        | 367          |
| 2    | Tone     | Kanto          | Saitama, Čiba, Ibaraki, Točigi, Gunma | 322          |
| 3    | Išikari  | Hokaido        | Hokaido                               | 268          |
| 4    | Tešio    | Hokaido        | Hokaido                               | 256          |
| 5    | Kitakami | Tohoku         | Ivate, Mijagi                         | 249          |
| 6    | Abukuma  | Tohoku         | Fukušima, Mijagi                      | 239          |
| 7    | Mogami   | Tohoku         | Jamagata                              | 229          |
| 8    | Tenrju   | Čubu           | Nagano, Aiči, Šizuoka                 | 212          |
| 9    | Agano    | Honšu Hokuriku | Nigata                                | 210          |
| 10   | Šimanto  | Šikoku         | Koči                                  | 196          |

### Jezera in obala
Največje sladkovodno jezero je jezero Biva 670,3 km², severovzhodno od Kjota v prefekturi Šiga. Jezero Biva je starodavno jezero in ocenjujejo, da je 13. najstarejše jezero na svetu, staro vsaj 4 milijone let. Milijone let dosledno vsebuje vodo. Jezero Biva je ustvarila tektonika plošč v območju aktivnega preloma. Tako je nastalo zelo globoko jezero z največjo globino 104 m. Tako ni naravno napolnjeno z usedlinami. Skozi milijone let se je v jezeru razvil raznolik ekosistem. Vsebuje več kot 1000 vrst in podvrst. Obstaja 46 domorodnih vrst in podvrst rib, vključno z 11 vrstami in 5 podvrstami, ki so endemične ali skoraj endemične. Vsako leto jezero obišče približno 5000 vodnih ptic.
Sledi 10 največjih jezer na Japonskem.
| Rang | Ime         | Regija                | Prefektura¹           | Občine                                                                                    | Type                                      | Voda        | Površina (km2) | Max globina (m) | Nadm. višina (m) | Volumen (km³) |
| ---- | ----------- | --------------------- | --------------------- | ----------------------------------------------------------------------------------------- | ----------------------------------------- | ----------- | -------------- | --------------- | ---------------- | ------------- |
| 1    | Biva        | Kansai                | Šiga                  | Ōcu, Kusacu, Higaši-Ōmi, Hikone, Nagahama, Morijama, Ōmi-Hačiman, Takašima, Jasu, Maibara | Starodavno jezero, tektonsko, sladka voda | Sladkovodno | 670,3          | 103,8           | 85               | 27,5          |
| 2    | Kasumigaura | Kanto                 | Ibaraki               | Tsuchiura, Išioka, Omitama, Inašiki, Ami, Kasumigaura, Namegata, Itako, Miho              | Toplo monomiktično jezero                 | Fresh       | 167,6          | 7,10            | 0                | 0,85          |
| 3    | Saroma      | Hokaido               | Podprefektura Abaširi | Kitami, Saroma, Jūbecu                                                                    | Mezotrofično                              | Brakično    | 151,9          | 19,6            | 0                | 1,3           |
| 4    | Inavaširo   | Tohoku                | Fukušima              | Kōrijama, Aizu-Vakamacu, Inavaširo                                                        | Sladkovodno                               | 103,3       | 94,6           | 514             | 5,40             |               |
| 5    | Nakaumi     | Čugoku                | Šimane Totori         | Macue, Jonago, Jasugi, Sakaiminato, Higaši-Izumo                                          | Brakično                                  | Brakično    | 86,2           | 17,1            | 0                | 0,47          |
| 6    | Kusšaro     | Hokaido               | Kuširo                | Tešikaga                                                                                  | Acidotrofično kratersko jezero            | Sladkovodno | 79,3           | 117,5           | 121              | 2,25          |
| 7    | Šindži      | Honšu, San'in         | Šimane                | Macue, Izumo, Hikava                                                                      | Brakično                                  | Brakično    | 79,1           | 6,0             | 0                | 0,34          |
| 8    | Šikocu      | Hokaido               | podprefektura Išikari | Čitose                                                                                    | kratersko jezero                          | Sladkovodno | 78,4           | 360,1           | 247              | 20,9          |
| 9    | Tōja        | Hokaido               | podprefektura Iburi   | Tōjako, Sōbecu                                                                            | Oligotrofično kratersko jezero            | Sladkovodno | 70,7           | 179,9           | 84               | 8,19          |
| 10   | Hamana      | Čubu, podregija Tokai | Shizuoka              | Hamamacu, Kosai, Arai                                                                     | Brakično laguna                           | Brakično    | 65,0           | 13,1            | 0                | 0,35          |

Obsežen obalni ladijski promet, zlasti okoli Notranjega morja Seto, kompenzira pomanjkanje plovnih rek. Za pacifiško obalo južno od Tokia so značilni dolgi, ozki, postopoma plitvi zalivi, ki nastanejo zaradi sedimentacije, ki je ustvarila številna naravna pristanišča. Pacifiška obala severno od Tokia, obala Hokaida in obala Japonskega morja so na splošno nerazčlenjene, z malo naravnimi pristanišči.
Nedavna globalna analiza daljinskega zaznavanja je pokazala, da je bilo na Japonskem 765 km² površin plimovanja, zaradi česar je bila država na 35. mestu glede na obseg plimovanja.

### Pridobivanje zemlje
Japonski arhipelag so ljudje spremenili v nekakšno neprekinjeno deželo, v kateri so štirje glavni otoki v celoti dosegljivi in prehodni z železniškim in cestnim prometom zahvaljujoč izgradnji ogromnih mostov in predorov, ki povezujejo med seboj in različne otoke.
Približno 0,5 % celotne površine Japonske je predelana zemlja (umetatechi). Začelo se je v 12. stoletju. Zemljo so pridobili iz morja in rečnih delt z gradnjo nasipov in drenaž ter riževih polj na terasah, vklesanih v pobočja gora. Večina projektov melioracije se je zgodila po drugi svetovni vojni v času japonskega gospodarskega čudeža. Opravljena je bila melioracija 80 % do 90 % vse ravnine plimovanja. Na obalnih območjih so bili izvedeni veliki projekti melioracije zemljišč z odlagališči za pomorske in industrijske tovarne, kot je Higaši Ogišima v Kavasakiju, zaliv Osaka in letališče Nagasaki. Port Island, Rokkō Island in letališče Kobe so bili zgrajeni v Kobeju. Projekti s konca 20. in začetka 21. stoletja vključujejo umetne otoke, kot je mednarodno letališče Čubu Centrair v zalivu Ise, mednarodno letališče Kansai sredi zaliva Osaka, Jokohama Hakkeijima Sea Paradise in Wakayama Marina City. Vas Ōgata v Akiti je bila ustanovljena na zemljišču, pridobljenem iz jezera Hačirōgata (takrat drugega največjega japonskega jezera) od leta 1957. Do leta 1977 je količina pridobljenega zemljišča skupaj znašala 172,03 kvadratnih kilometrov.
Primeri melioracije zemljišč na Japonskem so:
- Kjogašima, Kobe – prvi umetni otok, ki ga je leta 1173 zgradil Taira no Kiyomori
- Hibija vhod, Tokio – prvi obsežen projekt melioracije se je začel leta 1592
- Dedžima, Nagasaki – zgrajena med obdobjem japonske nacionalne izolacije leta 1634. Bila je edina trgovska postaja na Japonskem v obdobju Sakoku, prvotno pa so jo naselili portugalski in nato nizozemski trgovci.
- Tokijski zaliv, Japonska – 249 kvadratnih kilometrov[30] umetni otok (2007).
  - To vključuje celotno Odaibo, niz otoških utrdb, zgrajenih za zaščito Tokia pred napadi z morja (1853).
- Kobe, Japonska – 23 kvadratnih kilometrov (1995).
- Zaliv Isahaja v morju Ariake – približno 35 kvadratnih kilometrov je obnovljenih z nasipom proti plimovanju in zaporami (2018).
- Jumešima, Osaka – 390 hektarjev umetni otok (2025).
- Centralni valobran – 989 hektarjev

Veliko predelanih zemljišč sestavljajo odlagališča odpadnih materialov, izkopane zemlje, peska, usedlin, blata in prsti, odstranjenih z gradbišč. Uporablja se za gradnjo umetnih otokov v pristaniščih in nasipov v celinskih območjih. Od 8. novembra 2011 je Tokio začel sprejemati ruševine in odpadke iz območij, ki sta jih prizadela potres in cunamij v Tōhokuju leta 2011. Te ruševine so obdelali in ko so imele ustrezne ravni sevanja, so jih uporabili kot odlagališče za gradnjo novih umetnih otokov v Tokijskem zalivu. Park Jamašita v mestu Jokohama je bil zgrajen iz ruševin velikega potresa v Kantōju leta 1923.
Obstaja nevarnost kontaminacije na umetnih otokih z odlagališči in predelanimi zemljišči, če je obstajala industrija, ki je izlila (strupene) kemikalije v zemljo. Na primer, umetni otok Tojosu je nekoč zasedla tokijska tovarna plina. Strupene snovi so odkrili v zemlji in podtalnici v Tojosuju. Tokijska metropolitanska vlada je porabila dodatnih 3,8 milijarde jenov (33,5 milijona dolarjev) za črpanje podtalnice z izkopavanjem na stotine vodnjakov. Junija 2017 so načrti za selitev ribje tržnice Cukiji ponovno začeli,  vendar so bili julija preloženi na jesen 2018. Ko je bilo novo mesto po operaciji čiščenja razglašeno za varno, so odprli tržnico Tojosu.

## Oceanografija in morsko dno Japonske
Japonsko morsko ozemlje meri 4.470.000 km². Japonska je na četrtem mestu s svojo izključno gospodarsko cono in obsegom oceanske vode od 0 do 2000 m globine. Japonska je s prostornino morja 2000–3000 metrov na petem mestu, s 3000–4000 metri na četrtem, s 4000–5000 metri na tretjem in s prostornino morja od 5000 do več kot 6000 metri na prvem mestu. Reliefni zemljevid japonskega arhipelaga kaže, da ima 50 % japonskega morskega ozemlja ocean z globino med 0 in 4000 m. Ostalih 50 % ima globino od 4000 m do več kot 6000 m. 19 % ima globino od 0 do 1000 m. Tako ima Japonska eno največjih oceanskih ozemelj s kombinacijo vseh globin od plitvega do zelo globokega morja. Več dolgih podvodnih gorskih verig se razteza od glavnih japonskih otokov proti jugu. Občasno segajo nad morsko gladino kot otoki. Vzhodno od podmorskih gorskih verig so trije oceanski jarki: jarek Kuril-Kamčatka (največja globina 10.542 m), japonski jarek (največja globina 10.375 m) in jarek Izu-Ogasawara (največja globina 9810 m).
V japonskem oceanu in morskem dnu so velike količine morskega življenja in mineralnih virov. Na globini več kot 1000 m so minerali, kot so manganovi noduli, kobalt v skorji in hidrotermalna nahajališča.

## Geologija

### Tektonske plošče
Japonski arhipelag je rezultat subdukcije tektonskih plošč v nekaj 100 milijonih letih od sredine silurja (443,8 mio) do pleistocena (pred 11.700 leti). Približno 15.000 km oceanskega dna je minilo pod japonskim arhipelagom v zadnjih 450 milijonih let, pri čemer je bila večina v celoti potopljena. Velja za zrel otoški lok.
Japonski otoki so nastali zaradi premikov tektonskih plošč:
- Tohoku (zgornja polovica Honšuja), Hokaido, Kurilsko otočje in Sahalin so na Ohotski plošči. To je manjša tektonska plošča, ki jo na severu omejuje Severnoameriška plošča.[35][36] Ohotsko ploščo na vzhodu omejujeta Pacifiška plošča pri Kurilsko-Kamčatskem jarku in Japonskem jarku. Na jugu ga omejuje Filipinska morska plošča pri koritu Nankai. Na zahodu jo omejuje Evrazijska plošča, na jugozahodu pa verjetno Amurska plošča. Severovzhodna meja prelom Ulakhan.[37]
- Južna polovica Honšuja, Šikoku in večina Kjušuja so na Amurski plošči.
- Južna konica otoka Kjušu in otočje Rjukju so na Okinavski plošči.
- Otoki Nanpō so na Filipinski morski plošči.

Pacifiška plošča in plošča Filipinskega morja sta subdukcijski plošči. Sta globlji od Evrazijske plošče. Filipinska morska plošča se premika pod celinsko Amursko ploščo in Okinavsko ploščo proti jugu. Pacifiška plošča se premakne pod Ohotsko ploščo proti severu. Te subdukcijske plošče so potegnile Japonsko proti vzhodu in odprle Japonsko morje s povratnim širjenjem pred približno 15 milijoni let. Tatarski in Korejski preliv sta se odprla mnogo kasneje. Preliv La Pérouse je nastal pred približno 60.000 do 11.000 leti in zaprl pot, ki so jo uporabljali mamuti, ki so se prej preselili na severni Hokaido.
Območje subdukcije je mesto, kjer oceanska skorja zdrsne pod celinsko skorjo ali druge oceanske plošče. To je zato, ker ima litosfera oceanske plošče večjo gostoto. Subdukcijska območja so območja, ki imajo običajno visoko stopnjo vulkanizma in potresov. Poleg tega subdukcijska območja razvijejo deformacijske pasove. Subdukcijska območja na vzhodni strani japonskega arhipelaga povzročajo pogoste nizkointenzivne tresljaje zemlje. Večji potresi, vulkanski izbruhi in cunamiji se zgodijo večkrat na stoletje. Je del pacifiškega ognjenega obroča. Severovzhodna Japonska, severno od preloma Tanakura, je imela visoko vulkansko aktivnost 14–17 milijonov let pred sedanjostjo.

### Srednja tektonska linija
Japonska srednja tektonska linija (MTL) je najdaljši prelomni sistem na Japonskem. MTL se začne blizu prefekture Ibaraki, kjer se poveže s tektonsko linijo Itoigava-Šizuoka (ISTL) in Fossa Magna. Poteka vzporedno z japonskim vulkanskim lokom, skozi osrednji Honšū do bližine Nagoje, skozi zaliv Mikava, nato skozi Notranje morje Seto od preliva Kii in preliva Naruto do Šikokuja vzdolž polotoka Sadamisaki in preliva Bungo in preliva Hōjo do Kjūšūja.
MTL premakne zdrs v desno s približno 5–10 milimetri na leto. Občutek gibanja je skladen s smerjo poševne konvergence korita Nankai. Hitrost gibanja na MTL je veliko manjša od hitrosti konvergence na meji plošče. To otežuje razlikovanje gibanja na MTL od interseizmičnih elastičnih deformacij v podatkih GPS.

### Oceanski jarki
- Kurilsko-Kamčatski jarek je v severozahodnem Tihem oceanu. Leži ob jugovzhodni obali Kamčatke in poteka vzporedno z verigo Kurilskih otokov, da bi se vzhodno od Hokaida srečal z Japonskim jarkom.[46]
- Japonski jarek se razteza 8000 km od Kurilskega otočja do severnega konca otokov Izu. Njegov najgloblji del je 8046 m.[47] Japonski jarek nastane, ko se oceanska Pacifiška plošča podre pod celinsko Ohotsko ploščo. Proces subdukcije povzroči upogibanje padajoče plošče, kar povzroči globok jarek. Nenehno gibanje na subdukcijskem območju, povezanem z Japonskim jarkom, je eden od glavnih vzrokov za cunamije in potrese na severu Japonske, vključno s tektonskim potresom in cunamijem v Tōhokuju leta 2011. Hitrost subdukcije, povezana z Japonskim jarkom, je bila zabeležena pri približno 7,9–9,2 cm/leto.[12]
- Jarek Izu-Ogasavara je južno od Japonskega jarka v zahodnem Tihem oceanu. Sestavljata ga jarek Izu (na severu) in jarek Bonin (na jugu, zahodno od planote Ogasavara).[48] Razteza se do skrajnega severnega dela Marijanskega jarka.[49] Izu-Ogasawara jarek je podaljšek Japonskega jarka. Tam se pacifiška plošča potopi pod Filipinsko ploščo, kar ustvarja otoke Izu in Boninove otoke v sistemu Izu–Bonin–Mariana Arc.[50]

### Sestava
Japonske otoke tvorijo omenjene geološke enote vzporedno s subdukcijsko fronto. Deli otokov, ki gledajo na Pacifiško ploščo, so običajno mlajši in imajo večji delež vulkanskih produktov, medtem ko so deli otokov, ki gledajo na Japonsko morje, večinoma močno prelomljeni in nagubani sedimentni nanosi. Na severozahodu Japonske so debele kvartarne usedline. To otežuje določitev geološke zgodovine in sestave in še ni popolnoma razumljena.
Sistem japonskega otočnega loka ima porazdeljene vulkanske nize, kjer se vulkanske kamnine spreminjajo iz toleitov—kalk–alkalnih—alkalnih z naraščajočo oddaljenostjo od jarka. Geološka provinca Japonske je večinoma kotlina in nekoliko razširjena skorja.

## Rastoči arhipelag
Japonski arhipelag postopoma raste zaradi nenehnih tektonskih premikov plošč, potresov, stratovulkanov in melioracije zemlje v ognjenem obroču.
Na primer, v 20. stoletju se je pojavilo več novih vulkanov, vključno s Šōva-šinzan na Hokaidu in Mjōdžin-šō pri Bajonnaise Rocks v Pacifiku. Izbruh Sakuradžima leta 1914 je povzročil tokove lave, ki so nekdanji otok povezali s polotokom Ōsumi v Kjušuju. Je najbolj aktiven vulkan na Japonskem.
Med izbruhom leta 2013 jugovzhodno od Nišinošime se je iz morja pojavil nov neimenovani vulkanski otok. Erozija in premikanje peska sta povzročila, da se je novi otok združil z Nišinošimo. Raziskava iz leta 1911 je pokazala, da je bila najgloblja kaldera 107 m.
Potres in cunami v Tōhokuju leta 2011 sta povzročila, da so se deli severovzhodne Japonske premaknili za 2,4 metra bližje Severni Ameriki. Zaradi tega so nekateri deli japonskega kopnega postali širši kot prej. Območja Japonske, ki so najbližje epicentru, so doživela največje premike. 400 kilometrov dolg odsek obale se je navpično spustil za 0,6 metra, kar je omogočilo, da je cunami potoval dlje in hitreje na kopno. 6. aprila je japonska obalna straža sporočila, da je potres premaknil morsko dno blizu epicentra za 24 metrov in dvignil morsko dno ob obali prefekture Mijagi za 3 metre. Poročilo japonske agencije za pomorsko-zemeljsko znanost in tehnologijo, objavljeno v Science 2. decembra 2011, ugotavlja, da se je morsko dno na območju med epicentrom in Japonskim jarkom zaradi potresa premaknilo 50 metrov vzhod-jugovzhod in se dvignilo za približno 7 metrov. Poročilo tudi navaja, da je potres povzročil več večjih plazov na morsko dno na prizadetem območju.

## Naravni viri